# 朝鮮亞太和平委員會
朝鮮亞太和平委員會（朝鲜语：／）是朝鮮勞動黨統一戰線部轄下的一個機構。為加強與未建交的亞洲和太平洋國家的交往，朝鮮於1994年5月成立該機構，首任委員長為金勇順。在朝鮮亞太和平委員會成立初期，其主要的交往對象為美國和日本。隨著1990年代末，與南韓的交往日漸頻繁，後來更成為對該國事務的主要機關。2000年3月至4日期間，平壤派出朝鮮亞太和平委員會副委員長宋浩京與韓國文化體育觀光部部長朴智元進行秘密面談而最終促成第一次南北韓首腦會談:47。另外，南韓人能到訪金剛山遊旅也是由該機構促成的。此後，朝鮮亞太和平委員會一直替平壤的對外事務發聲。

## 資料來源
1. 1 2 3  . 統一部.   [2018-08-23] （韩语）.
2. ↑  孫冀. . 北京: 中國社會科學出版社. 2011.
3. ↑  . NK朝鮮. 2013-10-30  [2018-08-23]. （原始内容存档于2018-08-23） （韩语）.